# Coniopteryx (Xeroconiopteryx) mongolica
Coniopteryx (Xeroconiopteryx) mongolica is een insect uit de familie van de dwerggaasvliegen (Coniopterygidae), die tot de orde netvleugeligen (Neuroptera) behoort. 
Coniopteryx (Xeroconiopteryx) mongolica is voor het eerst wetenschappelijk beschreven door Meinander in 1969.